# Били Райт
Уилям Амброуз „Били“ Райт (на немски: William Ambrose "Billy" Wright, роден на 6 февруари 1924 г. в Айрънбридж, Англия, починал на 3 септември 1994 г. в Лондон, е бивш английски футболист, полузащитник. Той е първият футболист в света със сто мача за своя национален отбор, За националния отбор на Англия има 105 мача, като между 1952 и юни 1970 г. е рекордьор по този показател. Освен това споделя рекорда за най-много мачове като капитан на отбора с Боби Мур - по 90 (което е и рекорд в световен мащаб), 70 от тях поредни - също световен рекорд, който по-късно е подобрен от швейцареца Хайнц Херман и испанеца Андони Субисарета. На клубно ниво играе единствено за Улвърхамптън, с който печели три шампионски титли и една ФА Къп. През 1952 г. става Футболист на годината в Англия, а през 1957 г. остава на второ място в анкетата за Златната топка. Командор на Ордена на Британската империя и член на Английската футболна зала на славата. Изиграва общо 646 официални мача на клубно и национално ниво, в които нито получаво официално предупреждение от съдията, нито е изгонен.

## Клубна кариера
През 1938 г. Райт участва на проби в Улвърхамптън след като негов учител му показва обява за тях в местен вестник. Приет е за осеммесечни проби - въпреки че първоначално е обявен за твърде дребен - и дебютира за дублиращия отбор на 14 години. През 1939 г. дебютира и за първия отбор в мач срещу Нотс Каунти, но тъй като това се случва след началото на Втората световна война, когато официално първенство не се провежда, дебютът не се брои за официален. Заради кризата по време на войната Улвърхамптън се отказва от участие и в неофициалното първенство, провеждано през тези години. Така Райт се появява като гостуващ играч в мачове на Лестър. През 1942 г. се завръща в Улвърхамптън с професионален договор и изгледи за бляскава кариера, но тежко счупване на глезена поставя това под съмнение. Година по-късно става инструктор по физическа подготовка в армията и играе футбол когато му остане време. На 24 години става капитан на Улвърхамптън и извежда отбора до една ФА Къп през 1949 г. и три шампионски титли на Първа английска дивизия през 1954, 1958 и 1959 г.

## Кариера в националния отбор
За Англия дебютира на 19 януари 1946 г. срещу Белгия в серия от неофициални приятелски мачове по случай победата на Съюзниците във Втората световна война (които не се броят в статистиката), а официалният му дебют е на 28 септември същата година срещу Ирландия. През 1948 г. е избран за капитан и като такъв извежда тима на Световните първенства през 1950 г. в Бразилия, 1954 г. в Швейцария и 1958 г. в Швеция.

## Треньорска кариера
След края на активната състезателна кариера на Райт, Улвърхамптън му предлага работа доживот, първоначално като помощник-треньор, а много други отбори му предлагат позицията на старши треньор, но той решава да се пробва на международно ниво, поемайки юношеския и младежкия национален отбор на Англия, с идеята на по-късен етап да замени Уолтър Уинтъпботъм начело на мъжкия отбор. Това обаче така и не случва, защото през 1962 г. любимият му отбор от детството Арсенал му предлага договор и той приема. Началото е сравнително добро и през първия сезон Райт извежда Арсенал до седмото място и под негово ръководство тимът дебютира в евротурнирите, стигайки до втория кръг на Купата на панаирните градове 1963/64, където отпада от РФК Лиеж. В следващите години обаче формата на отбора спада и през 1966 г. Райт е уволнен след като отборът завършва на 14-о място - най-слабото класиране в последните 37 години. След това работи като футболен коментатор и началник на спортния отдел в две английски телевизии преди да се пенсионира през 1989 г. Следващата година влиза в борда на директорите на Улвърхамптън.

## Успехи
Улвърхамптън
- Първа английска дивизия:
  - Шампион (3): 1954, 1958, 1959
  - Вицешампион (2): 1950, 1955
- ФА Къп:
  - Носител (1): 1949
- Чарити Шийлд:
  - Носител (2): 1949, 1954
  - Финалист (1): 1958

Индивидуални отличия
- Футболист на годината в Англия: 1952
- Командор на Ордена на Британската империя: 1959
- Член на Английската футболна зала на славата: 2002